# Dau (Film)
Dau ist ein Filmprojekt des russischen Regisseurs Ilja Chrschanowski. Der Film handelt vom Leben des sowjetischen Physikers und Nobelpreisträgers Lew Dawidowitsch Landau (1908–1968, Spitzname Dau) und der Stalin-Zeit. Der Film ist eines der größten und umstrittensten Filmprojekte Russlands.

## Entstehung
Die Vorarbeiten zu dem Film begannen bereits 2005, die Dreharbeiten starteten 2008 und dauerten über drei Jahre. In dieser Zeit entstanden mehr als 700 Stunden Filmmaterial, aus dem inzwischen 13 Spielfilme und eine Vielzahl von TV-Serien geschnitten wurden. Der ursprünglich als Drehbuchautor vorgesehene Schriftsteller Wladimir Sorokin verließ das Projekt nach inhaltlichen Differenzen. Sponsor des Projektes ist der russische Unternehmer Sergei Adonjew aus St. Petersburg. Die Weltpremiere war für die Internationalen Filmfestspiele von Cannes 2011 geplant, musste aber verschoben werden.
Der Film entstand an verschiedenen Orten in Russland, der Ukraine, Deutschland, Großbritannien und Dänemark. Hauptsächlich entstand der Film im „Institut“ in Charkiw in der nordöstlichen Ukraine, wo Landau von 1932 bis 1937 lebte und unterrichtete. Mit einer Gesamtfläche von 12.000 Quadratmetern war das Institut die größte Filmkulisse Europas, ein Labor und ein eigenes Stadtquartier, in dem zwischen 2009 und 2011 bis zu 400 Menschen lebten. Das Set war eine dynamische kreative Rekonstruktion des streng geheimen „Institut für Physikalische Probleme der Sowjetischen Akademie der Wissenschaften“ in den Jahren 1938–1968 mit Sitz in Moskau. Abgeschnitten von der modernen Welt lebten und arbeiteten sie über zwei Jahre in einem geheimen wissenschaftlichen Institut. Sie entdeckten eine vertraute und doch fremde Wirklichkeit, überschritten Grenzen, persönliche wie wissenschaftliche. Einige Schauspieler lebten dauerhaft im Institut in ihrer Rolle 24 Stunden am Tag, am Set sind mehrere Kinder entstanden.
Mitwirkende sind u. a. der Dirigent Teodor Currentzis, der die Titelrolle spielt, Radmyla Schtschoholewa, die einzige professionelle Schauspielerin, spielt seine Frau. Alexei Blinov leitete die technische Entwicklung des Spielfilms und fungierte dabei als Prof. Blinow. Weiterhin wirkten mit: Kameramann Jürgen Jürges, der Komponist Brian Eno, die Performance-Künstlerin Marina Abramović, der Regisseur Romeo Castellucci, Massive Attack, Anatoli Wassiljew, Dmitri Tschernjakow, Olga Schkabarnja, Peter Sellars, Carsten Höller, David Gross, Shing-Tung Yau, Nikita Nekrassow, Carlo Rovelli, James H. Fallon, und andere.
Von Juli 2018 bis Ende 2023 gab es eine Projektseite, auf der das Projekt kurz skizziert wurde und man sich zum Erhalt weiterer Informationen anmelden konnte.

Bilder von den Dreharbeiten 2009 in Charkiv
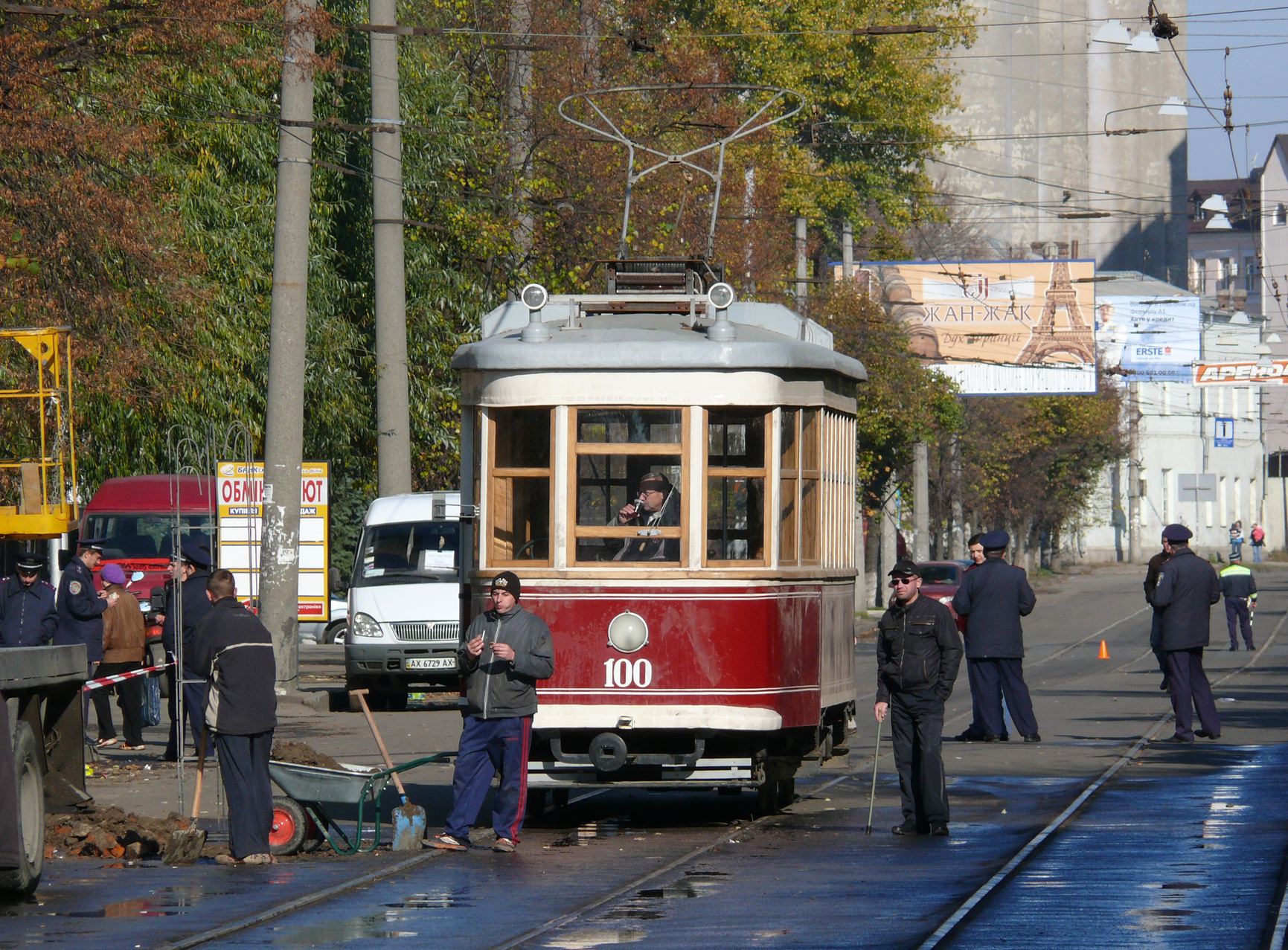
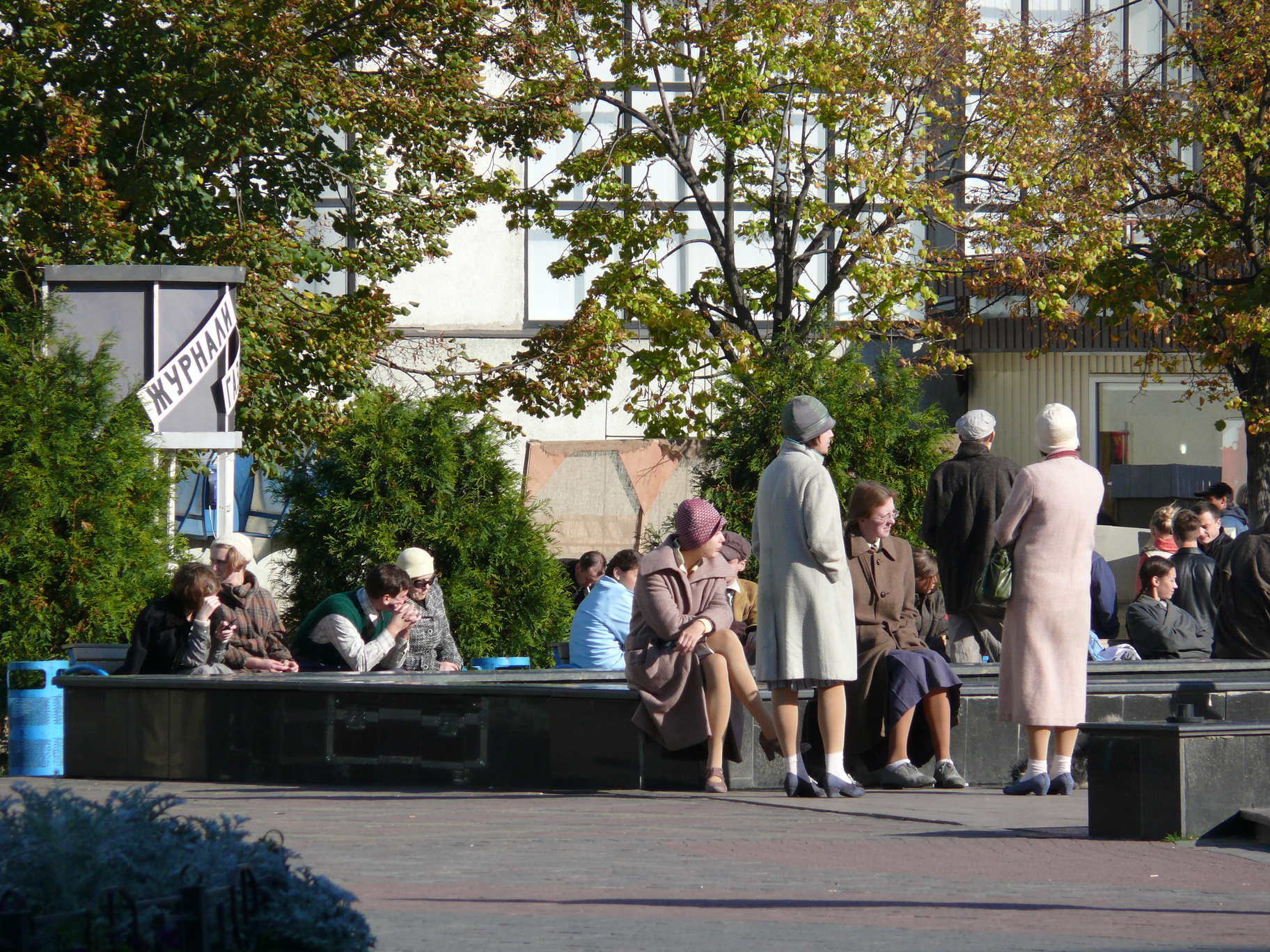
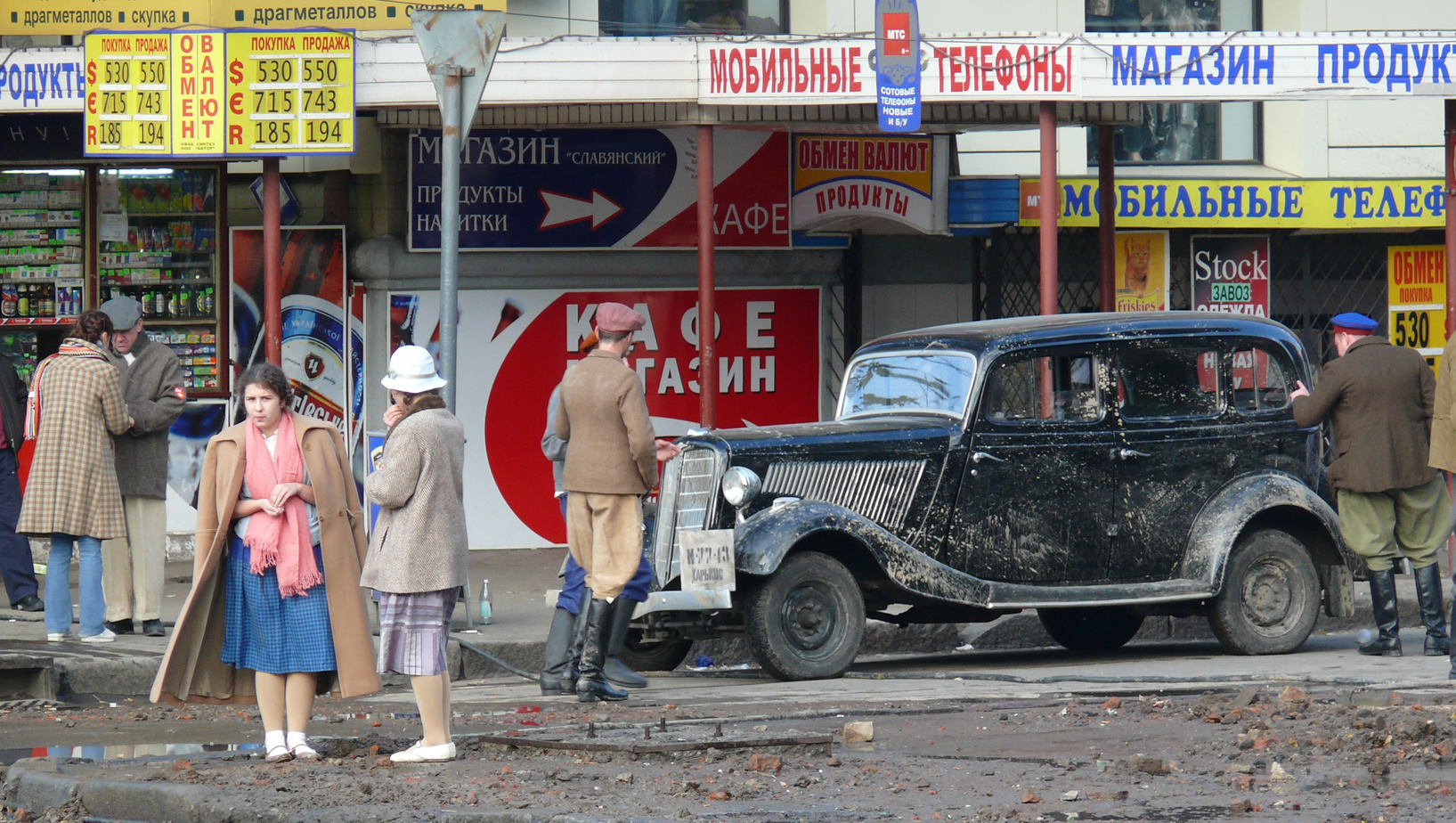
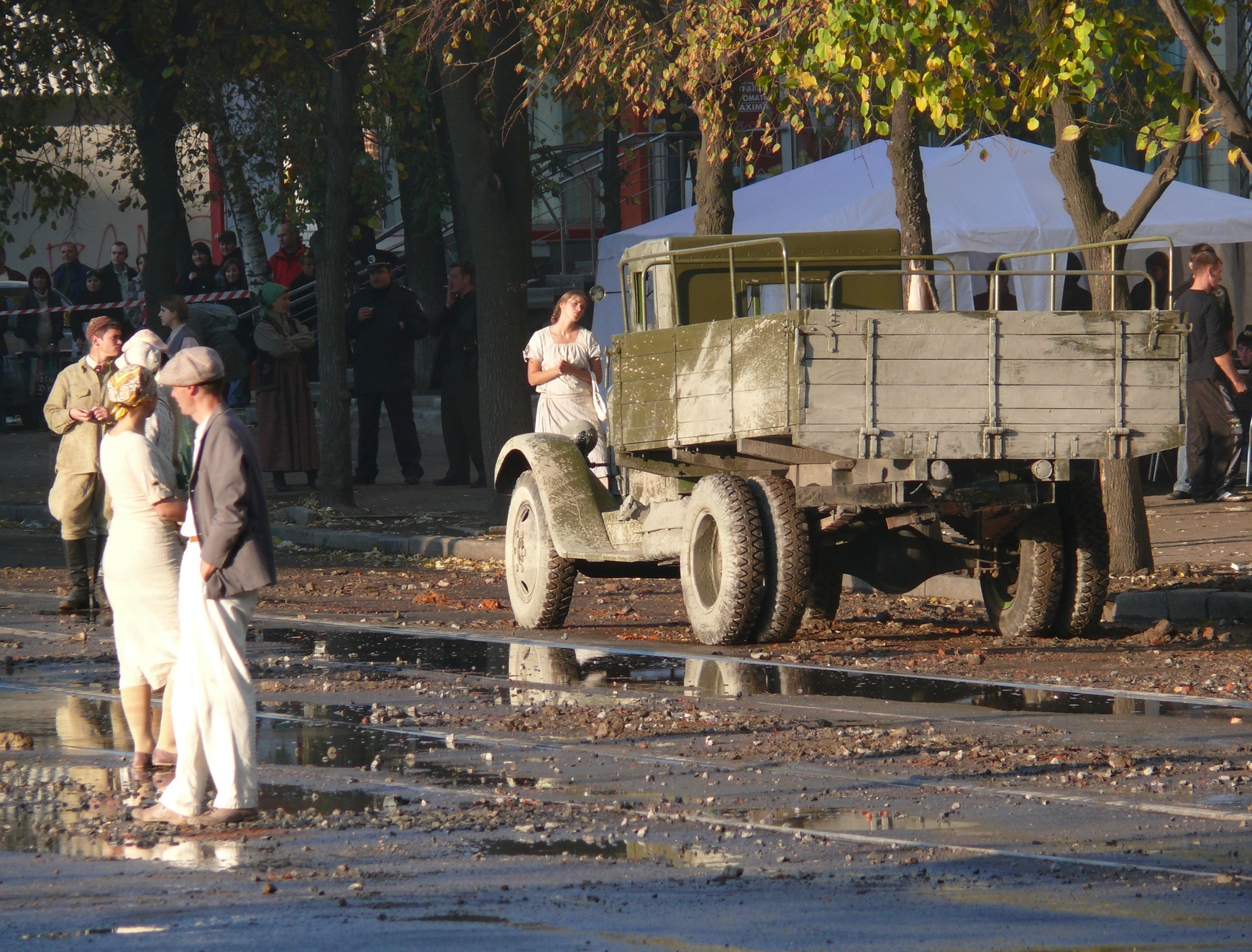
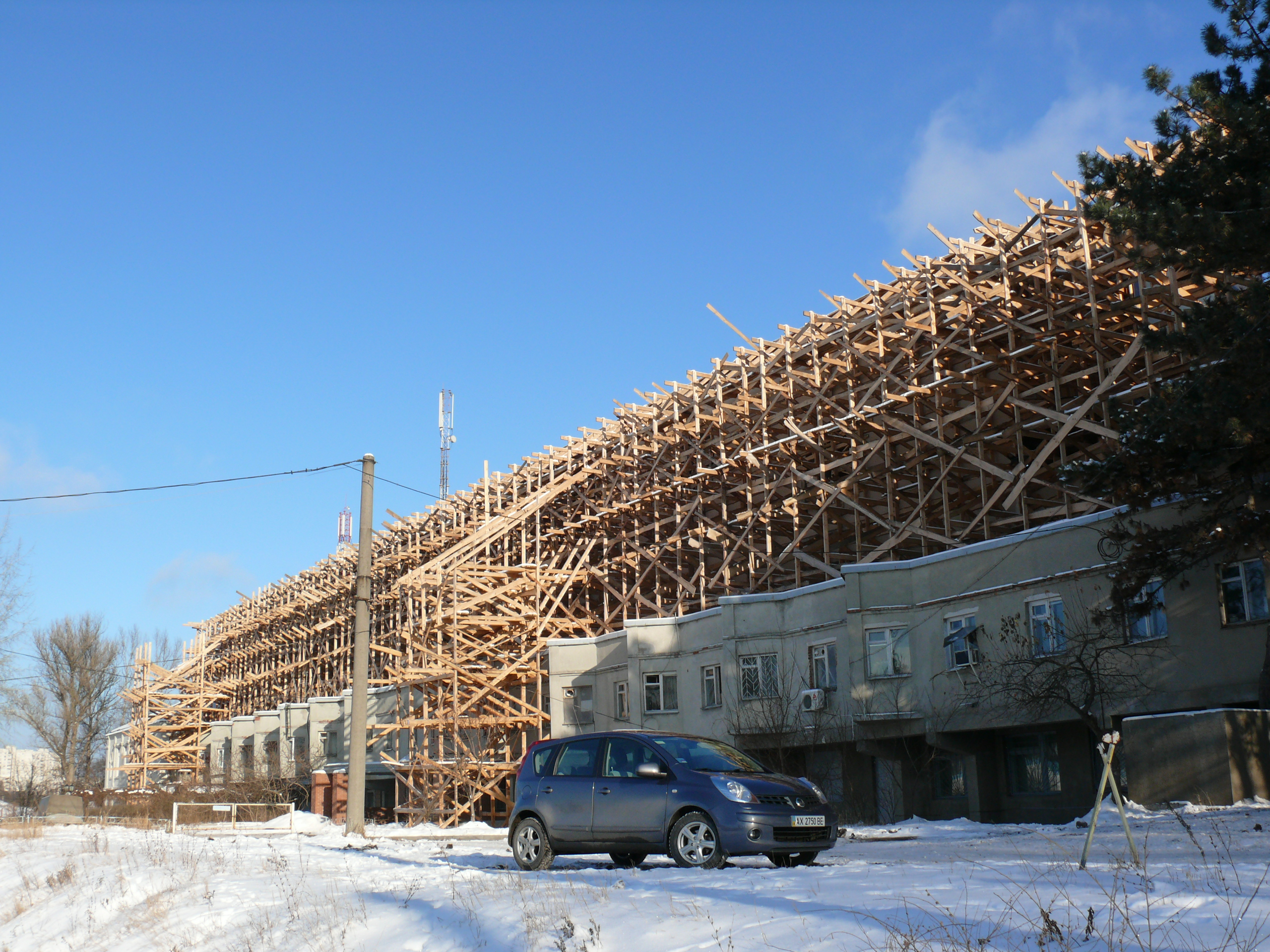
Filmset „Institut“

## DAU Freiheit – Ein Berliner Kunstprojekt
Im August 2018 wurde bekannt, dass das Kunstprojekt durch die Berliner Festspiele als Stadtinstallation präsentiert werden würde. In der Zeit vom 12. Oktober bis 9. November 2018 sollte rund um das Kronprinzenpalais ein Erlebnisraum installiert werden, um den herum eine Replik der Berliner Mauer hochgezogen werden sollte. Gleichzeitig sollte hier die Weltpremiere für die 13 bis dahin entstandenen Kinofilme und mehrere Serien sein, die aus dem Filmmaterial entstanden. Die Berliner Festspiele als Veranstalter stellten das Projekt als „gesellschaftliches Experiment, das die Wahrnehmung Berlins verändern wird“ vor: „Mitten im derzeit von diversen Bauprojekten geprägten Zentrum der Stadt wird durch die temporäre Errichtung einer Mauer eine Zone markiert, die für vier Wochen zu einem besonderen Erlebnisraum wird und gleichzeitig historische Echoräume öffnet, die 29 Jahre nach dem Mauerfall die Chance bieten, eine politisch-gesellschaftliche Debatte über Freiheit und Totalitarismus, Überwachung, Zusammenleben und nationale Identität zu eröffnen.“
Die vierwöchige Berliner Präsentation war unter dem Motto „Freiheit“ konzipiert, mit Fortsetzungen ab 23. November 2018 in Paris zum Thema „Brüderlichkeit“ und Anfang 2019 in London zum Schlagwort „Gleichheit“.
Das Projekt wurde nach Meinung der Betroffenen sehr kurzfristig bei den zuständigen Ämtern beantragt. Deshalb und aus grundsätzlichen Erwägungen haben einige der eingeplanten Institutionen ihre Teilnahme abgesagt (Deutsche Staatsoper über deren Tiefgarage das Areal erschlossen werden sollte, St.-Hedwigs-Kathedrale, Barenboim-Said-Akademie). Das Projekt wurde sehr kontrovers diskutiert, auch weil Regisseur Chrschanowski nicht persönlich in Erscheinung getreten ist. Unterstützung findet das Projekt u. a. bei Berlins Regierendem Bürgermeister Michael Müller, Kultursenator Klaus Lederer, dem Regisseur Tom Tykwer sowie Kulturstaatsministerin Monika Grütters.

## Vorläufige Absage durch die Berliner Behörden
Am 21. September 2018 bestätigten Verkehrssenatorin Regine Günther und Bezirksstadträtin Sabine Weißler die Absage des Projektes aus Sicherheitsgründen. Bedenken gab es vor allem bei der Verkehrssicherheit und beim Brandschutz. Für Veranstaltungen dieser Größenordnung ist normalerweise ein Vorlauf von etwa einem Jahr erforderlich, erklärte Bezirksstadträtin Weißler, die ersten konkreten Planungsunterlagen wären aber erst sechs Wochen vor der Veranstaltung eingegangen. „Es war eine Mischung aus Dilettantismus und Arroganz“, hieß es in der Verwaltung. Die Absage wurde von vielen Seiten, darunter Kulturstaatsministerin Monika Grütters, dem Regierenden Bürgermeister Michael Müller und Kultursenator Klaus Lederer, bedauert.

## Installation in Paris
Als nächste Station für das Kunstprojekt ist Paris vorgesehen. Auch hier sind die Vorbereitungen streng geheim.
Im Théâtre du Châtelet, das während der vorgesehenen Spielzeit (24. Januar 2019 – 17. Februar 2019) umgebaut wird, wurden Räume für die immersive Installation eingerichtet. Hierzu gehören Silikon-Figuren, die realistischer sind als lebensecht, ausgestopfte Tiere und sowjetische Poster zu Lenins Ruhm. Ursprünglich sollte eine 15 m hohe Brücke zwischen dem Châtelet und dem Théâtre de la Ville gebaut werden und ebenfalls Teil der Installation sein. Innerhalb der beiden Standorte werden sieben Vorführräume eingerichtet, in denen dreizehn Filme in russischer Sprache (von 1:30 bis 2:30 Uhr) ohne Untertitelung gezeigt werden, die von Ilja Chrschanowski gedreht wurden. Es sollen 400 Besucher gleichzeitig Zugang zu Chrschanowskis immersiver Installation bieten. Die Teilnehmer sollen das Kunstwerk rund um die Uhr erleben. Das Voiceover kommt von französischen Schauspielern wie Isabelle Adjani, Gérard Depardieu oder Isabelle Huppert. Eine Genehmigung der Stadt Paris für das Projekt steht noch aus.

Installation in Paris
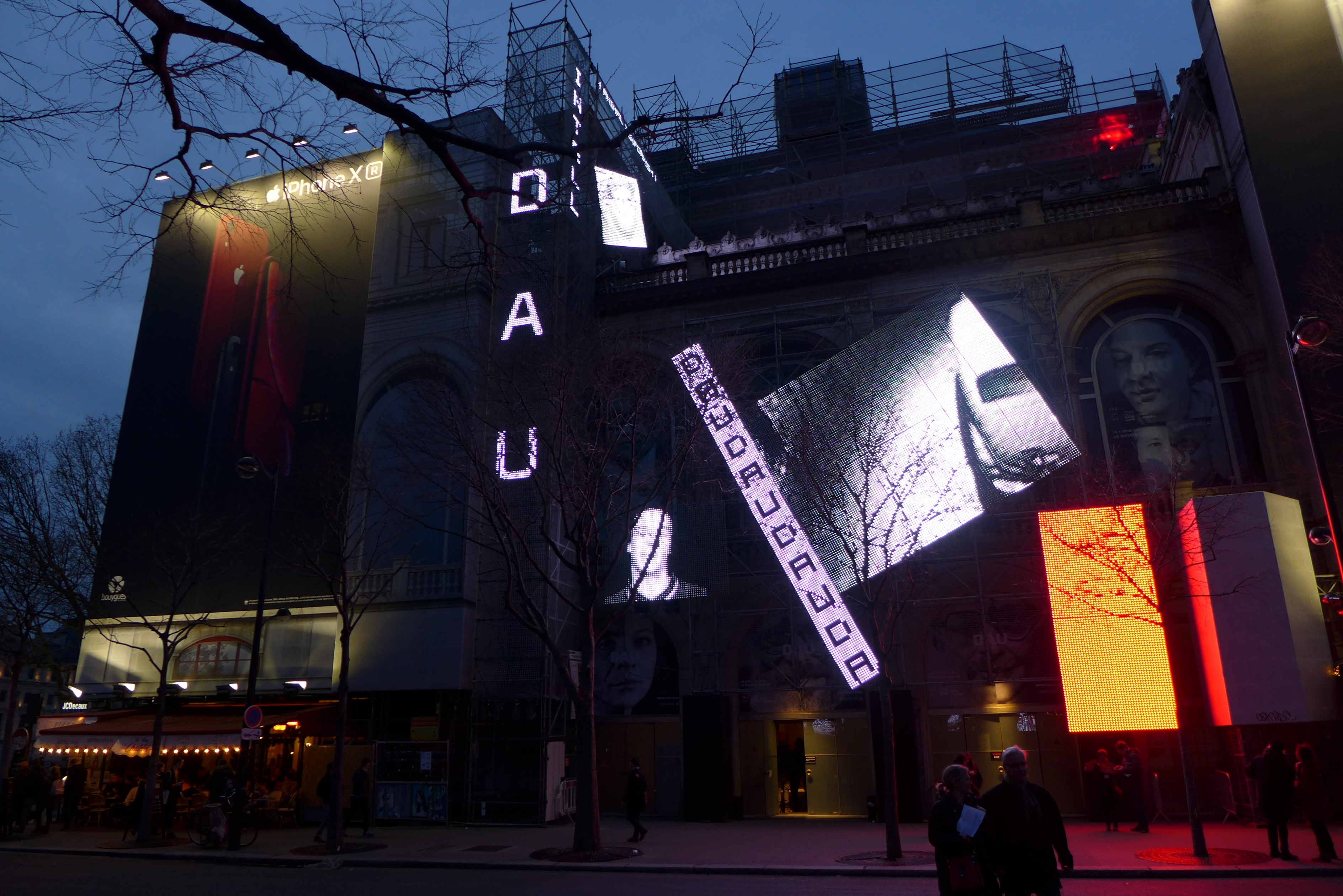
DAU Projekt Paris 2019 / Théâtre du Châtelet / Außenansicht
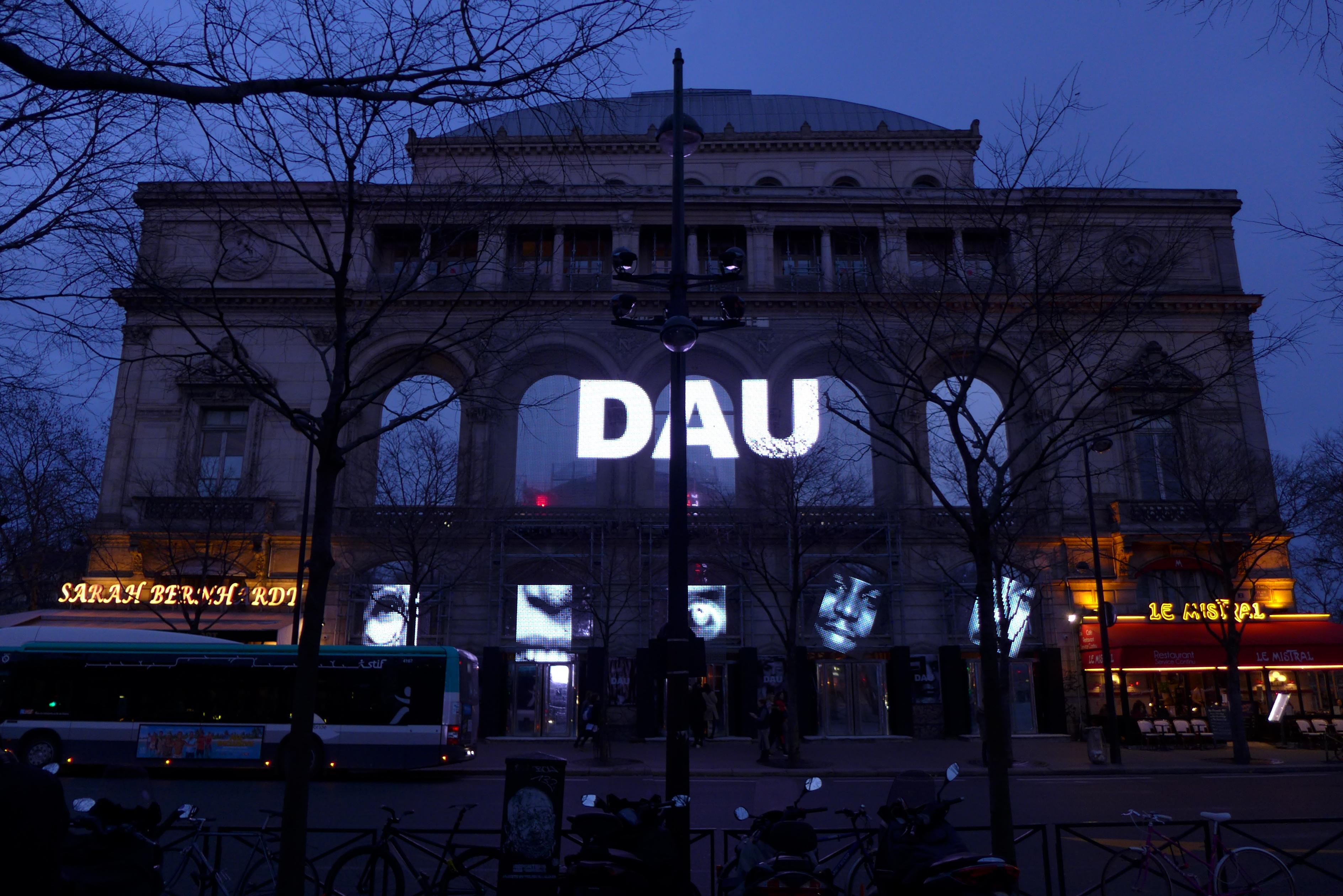
DAU Projekt Paris 2019 Théâtre de la Ville / Außenansicht
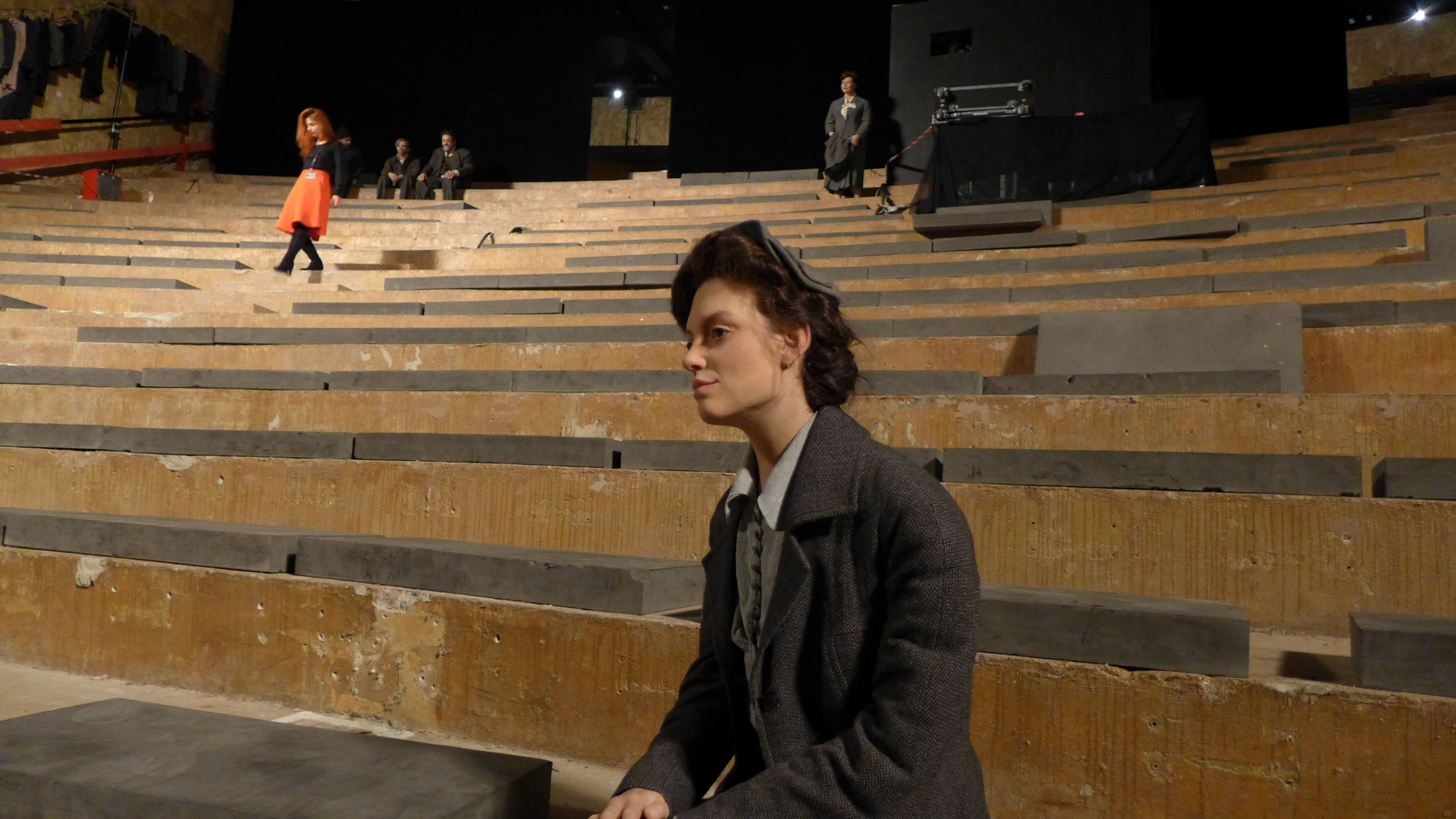
DAU Projekt Paris 2019 Théâtre de la Ville / Innenansicht

## Auszeichnungen
Mit dem aus dem Projekt entstandenen Spielfilm DAU. Natasha konkurrierte Chrschanowski 2020 gemeinsam mit Koregisseurin Jekaterina Oertel erstmals um den Goldenen Bären, den Hauptpreis der Berlinale. Auf das Festival wurde gleichzeitig der von Chrschanowski und Ilja Permjakow fertiggestellte Dokumentarfilm DAU. Degenerazija (DAU. Degeneration) in die Sektion Special Gala eingeladen. Zudem erhielt der Kameramann Jürgen Jürges einen Silbernen Bären für herausragende künstlerische Leistungen im Zusammenhang mit dem Projekt DAU. Natasha.